# Luis Soláns Labedán
Luis Soláns Labedán (Albalate de Cinca, Huesca, 28 de diciembre de 1879 - Vitoria, 6 de septiembre de 1951) fue un militar español que participó en la Guerra Civil Española. Tras la contienda, ocupó distintos puestos y cargos administrativos, alcanzando el rango de teniente general.

## Biografía
Nació en Albalate de Cinca, en Huesca. Ingresó en la Academia de Infantería de Toledo en 1896, y posteriormente se diplomó en la Escuela Superior de Guerra. Participó en la guerra del Rif, donde obtuvo sus ascensos a Teniente coronel y Coronel. En julio de 1936 estaba destinado en la Agrupación de Cazadores de la Circunscripción Oriental del Protectorado español de Marruecos. Al igual que otros oficiales de la guarnición, estaba implicado en la conspiración militar contra el gobierno de la República.
Cuando la tarde del 17 de julio se adelantó la prevista sublevación militar de Melilla, el coronel Soláns, al frente de un grupo de oficiales y jefes rebeldes, ocupó el edificio de la comandancia militar donde se encontraba el general Romerales y su Estado Mayor, la mayor parte del cual se sumó a la sublevación. Bajo amenaza de ejecutarlo allí mismo forzaron al general a rendirse y declinar el mando, y tanto él como quienes le acompañaban fueron detenidos. A la una de la madrugada del 18 de julio envió a la Comandancia militar de Las Palmas un telegrama dirigido al general Francisco Franco anunciándole que ya eran dueños de la ciudad de Melilla.
Posteriormente, se trasladó a la península. En diciembre de 1936 fue nombrado gobernador militar de Cádiz, tomando posesión del cargo el 4 de enero de 1937. El 8 de enero es ascendido al rango de general de brigada. Después se haría cargo del mando del II Cuerpo de Ejército —posteriormente renombrado Cuerpo de Ejército de Extremadura—, unidad que formaba parte del Ejército del Sur, y cuya zona de actuación iba desde el límite entre las provincias de Cáceres y Badajoz hasta el río Guadalmellato y Alcolea. Durante el resto de la contienda mantuvo esta posición, sin intervenir en operaciones importantes hasta el final de la guerra.
Durante la posguerra se convirtió en presidente del Consejo Superior Geográfico. También fue miembro del Consejo Nacional del Movimiento y procurador en las Cortes por designación directa de Francisco Franco, entre 1943 y 1951. En 1945 ascendió a teniente general.
Falleció en Vitoria el 6 de septiembre de 1951.